# (3617) Eicher
Pour les articles homonymes, voir Eicher.
(3617) Eicher est un astéroïde de la ceinture principale.

## Description
(3617) Eicher est un astéroïde de la ceinture principale. Il fut découvert le 2 juin 1984 à la station Anderson Mesa par Brian A. Skiff. Il présente une orbite caractérisée par un demi-grand axe de 2,63 UA, une excentricité de 0,11 et une inclinaison de 14,5° par rapport à l'écliptique.

## Compléments